# سيلا ماريا كالديلرون
سيلا ماريا كالديرون سيرا (بالإسبانية: Sila María Calderón Serra)‏ (من مواليد 23 سبتمبر 1942) هي سياسية بورتوريكية وسيدة أعمال ، شغلت منصب ثامن حاكم لبورتوريكو في الفترة ما بين 2001 إلى 2005, وهي المرأة الوحيدة التي شغلت ذلك المنصب ، وقبل توليها ذلك المنصب، عقدت كالديرون عدة مناصب في حكومة بورتوريكو، بما في ذلك الأمين الثاني عشر لدولة بورتوريكو 1988-1989، ورئيس هيئة الأركان لمحافظ رافائيل هيرنانديز كولون. وكانت أيضا رئيس بلدية سان خوان، عاصمة بورتوريكو، 1997-2001.

## وصلات خارجية
- السيرة الشخصية من CIDOB (بالإسبانية)